# Columns II: The Voyage Through Time
 (mars 2020).
Si vous disposez d'ouvrages ou d'articles de référence ou si vous connaissez des sites web de qualité traitant du thème abordé ici, merci de compléter l'article en donnant les références utiles à sa vérifiabilité et en les liant à la section « Notes et références ».
Columns II: The Voyage Through Time est un jeu vidéo de puzzle sorti en 1990 sur borne d'arcade. C'est la suite du jeu Columns sorti la même année.
Le jeu est disponible sur Saturn dans la compilation Columns Arcade Collection en 1997.